# Краков
Кра̀ков (на полски: Kraków, Кракув, на немски: Krakau) е един от най-старите и големи градове в Полша. Административен център е на Малополското войводство, както и на Краковски окръг, без да е част от него. Самият град е обособен в самостоятелен окръг (повят) с площ 326,85 km2. През 1978 г. историческият център на Краков става един от първите обекти, включени в Списъка на световното културно и природно наследство на ЮНЕСКО.

## Етимология
По традиция се смята, че името на града произлиза от Кракус (Крак, Гракх), легендарният основател на Краков и владетел на племето на висляните. На полски Kraków е архаична притежателна форма от Krak и по същество означава „Града на Крак“. Истинският произход на името е силно оспорван сред историците, като съществуват много теории и няма единодушен консенсус. Първото записано споменаване на княз Кракус (тогава записано като Grakch) датира от 1190 г., въпреки че градът е съществувал още през VII век, когато е обитаван от племето на висляните.) Възможно е името на града да произлиза от думата kruk, която означава „врана“ или „гарван“.

## История
Легендата разказва, че всичко започва от Крак, първият господар на селището, разположено някъде между реките Дунав и Рейн на земя, определена от древните римляни като варварска. Крак убива ужасяващия дракон, за който легендата говори. Поради тази причина така нареченият Вавелски дракон (дракон от хълма Вавел) става символ на Краков.
Името на града е споменато за първи път в записките на Ибрахим ибн-Якуб, сефарадски евреин, търговец от Кордоба, през 966 г. Той описва богат град, в който се пресичат търговски маршрути, заобиколен от гори.
В значителна степен историята на град Краков се припокрива с тази на Стария град в Краков и на историческия център на Краков.

## География
Градът е разположен на река Висла в подножието на хълма Вавел в Малополша, която се намира в южната част на Полша.

## Население
Според данни от полската Централна статистическа служба, към 1 януари 2014 г. населението на града възлиза на 758 992 души. Гъстотата е 2322 души/km2.

## Забележителности
Историческият център на Краков, бившата столица на Полша, се намира в подножието на Вавелския кралски дворец. 13-вековният търговски град има най-големия европейски пазар и множество исторически къщи, дворци и църкви с техните великолепни интериори.
По-нататък доказателства за пленителната история са осигурени от останките на 14-вековните укрепления и средновековното разположение на квартала Кажимеж, с неговите древни синагоги в южната част на града и готическата Вавелска катедрала, където са погребвани кралете на Полша. Днес в музеите и галериите може да се намери всичко – от творби на Леонардо да Винчи до японски комикси.
Краков се гордее със своя Ягелонски университет‎ – един от най-старите в Европа.

## Музеи
- Археологически музей (на полски: Muzeum Archeologiczne)
- Архидиоцезален музей „Кардинала Карол Войтила“ (на полски: Muzeum Archidiecezjalne Kardynała Karola Wojtyły w Krakowie)
- Кралски замък Вавел (на полски: Zamek Królewski na Wawelu)
- Дворец на епископ Еразъм Цьолк (на полски: Pałac biskupa Erazma Ciołka)
- Дом музей на Станислав Выспянски (на полски: Muzeum Stanisława Wyspiańskiego)
- Дом музей на Ян Матейко (на полски: Dom Jana Matejki)
- Еврейски музей „Галиция“ (на полски: Żydowskie Muzeum Galicja w Krakowie)
- Краковски исторически музей (на полски: Muzeum Historyczne miasta Krakowa)
- Център на японското изкуство и технология „Manggha“ (на полски: Centrum Sztuki i Techniki Japońskiej „Manggha“)
- Музей на витража (на полски: Muzeum Witrażu w Krakowie)
- Музей за история на фотографията „Валери Жевуски“ (на полски: Muzeum Historii Fotografii im. Walerego Rzewuskiego w Krakowie)
- Музей на полската авиация (на полски: Muzeum Lotnictwa Polskiego w Krakowie)
- Музей на съвременното изкуство (на полски: Muzeum Sztuki Współczesnej w Krakowie, MOCAK)
- Музей на застрахователното дело (на полски: Muzeum Ubezpieczeń w Krakowie)
- Музей Чарториски (на полски: Muzeum Książąt Czartoryskich w Krakowie)
- Музей на Ягелонския университет (на полски: Muzeum Uniwersytetu Jagiellońskiego)
- Национален музей в Краков (на полски: Muzeum Narodowe w Krakowie)
- Сукениците (на полски: Sukiennice)
- Етнографски музей „Северин Удзела“ (на полски: Muzeum Etnograficzne im. Seweryna Udzieli)

## Други
Инфраструктурата и поддържането обществената хигиена в града са отлично приспособени към техническата съоръженост и от десетилетия са първостепенна грижа в управлението на града.

## Спорт
Градът е дом на футболните клубове Висла Краков, ФК Краковия, Гарбарния (Краков), Вавел (Краков) и Хутник (Краков).

## Известни личности
Родени в града
- Ян Непомуцен Гловацки, художник
- Марек Котерски (р. 1942), режисьор
- Александър Кравчук, историк
- Кшищоф Мейер (р. 1941), композитор
- Паул Розенщайн-Родан (1902 – 1985), икономист
- Войчех Йежи Хас (1925 – 2000), режисьор
- София Ягелонка – принцеса
- Ядвига Ягелонка – херцогиня на Бавария-Ландсхут
- Гжегож Риш – римокатолически духовник, лодзки архиепископ митрополит

Починали в града
- Стефан Банах (1892 – 1945), полски математик
- Фаустина Ковалска (1905 – 1938), полска писателка
- Станислав Лем (1921 – 2006), полски писател
- Чеслав Милош (1911 – 2004), полски писател
- Георг Тракл (1887 – 1914), австрийски поет и драматург

Други личности, свързани с Краков
- Иван Бенчев (р. 1944), изкуствовед, завършва Художествената академия през 1972
- Йоан Павел II (1920 – 2005), полски духовник и римски папа, живее в града от 40-те години до 1978
- Елка Константинова (р. 1932), филолог, преподава в Ягелонския университет през 1979 – 1982
- Иван Леков (1904 – 1978), езиковед, живее в града през 1925 – 1926 и 1928 – 1930

## Побратимени градове
- Бордо, Франция
- Братислава, Словакия
- Велико Търново, България
- Вилнюс, Литва
- Единбург, Шотландия
- Загреб, Хърватия
- Золотурн, Швейцария
- Инсбрук, Австрия
- Йерусалим, Израел
- Киев, Украйна
- Куритиб, Бразилия
- Куско, Перу
- Ла Серена, Чили
- Лайпциг, Германия
- Лахор, Пакистан
- Лвов, Украйна
- Льовен, Белгия
- Милано, Италия
- Москва, Русия
- Ниш, Сърбия
- Нюрнберг, Германия
- Орлеан, Франция
- Печ, Унгария
- Рочестър (Ню Йорк), САЩ
- Севиля, Испания
- Фес, Мароко
- Флоренция, Италия

## Фотогалерия
- Търговската сграда Сукеннице
- Католическата църква
- Олтарът на Вит Ствош
- Нефът „Боже чало“ в Католическата църква
- Църквата „Клащор Камедулов“
- Театър „Юлиуш Словацки“
- Замъкът „Вавел“
- Замъкът „Вавел“
- Катедралата в замъка „Вавел“
- Гробът на крал Кажимеж III Велики
- Църквата „Св. Пьотър и Павел“